# MP 59
Le MP 59 (Métro Pneu conception 1959) est un ancien matériel roulant sur pneumatiques du métro de Paris ayant circulé de 1963 à 2024, d'abord sur les lignes 1 et 4 puis sur la ligne 11.
Première grande série de matériel sur pneumatiques réalisée après le MP 55, il est livré entre 1963 et 1964 pour la ligne 1 et entre 1966 et 1967 pour la ligne 4, avec un renfort pour les deux lignes fourni en 1974. Le MP 59, reconnaissable à son pare-brise panoramique, contribue alors à la modernisation de l'image du métro parisien. Sa conception est largement calquée sur celle du MP 55 dont il constitue une amélioration.
La réforme du matériel débute entre 1997 et 2000 lors de l'arrivée des MP 89 sur la ligne 1. Certaines rames rénovées sont alors redéployées sur la ligne 11 en remplacement des MP 55. Après une seconde vague de retrait en 2011-2012 lors de l'arrivée des MP 89 sur la ligne 4, c'est finalement en 2023-2024 que sont réformés les derniers trains avec l'arrivée progressive des MP 14 sur la ligne 11. De 1999 à 2024, le MP 59 aura été le plus vieux modèle en circulation sur le réseau. 

## Histoire

### Commande
Le succès du MP 55 sur la ligne 11, qui permet une augmentation de 5,5 % de la capacité de transport, amène la RATP à envisager l'avenir du métro sur pneus. Une étude comparative publiée à la fin des années 1950 démontre que le métro sur pneus est plus économique que le métro sur fer, et ce malgré le coût de conversion des voies à cette technologie.
La ligne 1 étant la plus chargée du réseau, elle est désignée pour une première application sur une ligne importante, avec lancement d'un nouveau matériel dérivé du MP 55. Celui-ci, baptisé MP 59, forme des trains de six voitures, dont deux motrices d'extrémité avec loge de conduite, deux motrices intermédiaires sans loge, une remorque de première classe et une remorque de seconde classe. Il est construit par la compagnie industrielle de matériel de transport (CIMT) pour les caisses et l'assemblage, Alsthom et la Compagnie Électro-Mécanique (CEM) pour les moteurs et Jeumont-Schneider pour les circuits de commande.

### Livraison

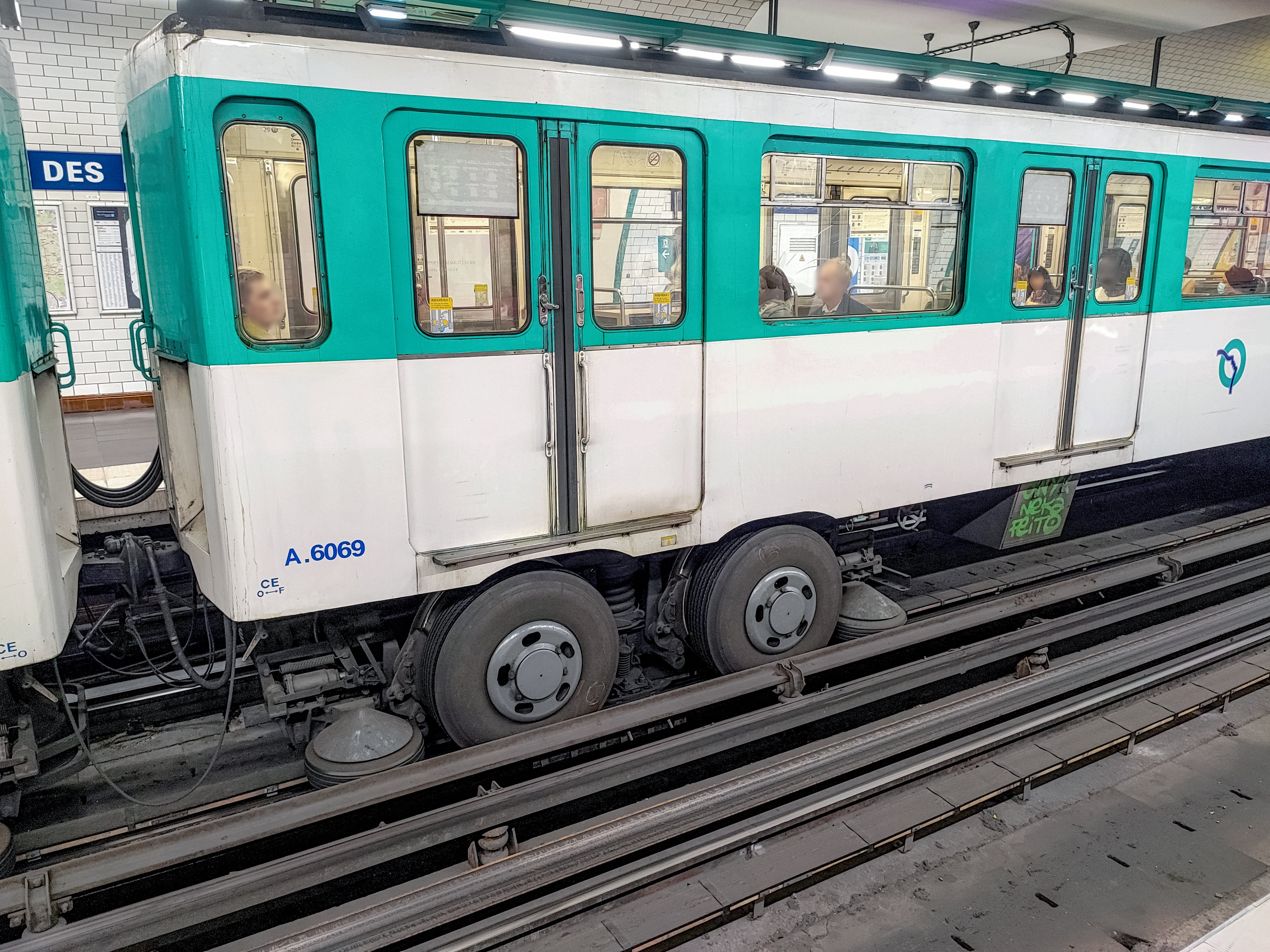
Bogie du MP 59.

La décision est rapidement prise d'en équiper également la ligne 4, la deuxième ligne la plus chargée du métro parisien. Les nouvelles rames sont livrées de mai 1963 à décembre 1964 sur la ligne 1 et d'octobre 1966 à juillet 1967 sur la ligne 4. Le premier train est mis en service le 30 mai 1963. Toutes les stations de la ligne 1 n'étant pas encore allongées à quatre-vingt-dix mètres, les premières compositions en circulation ne comportent que cinq voitures. Les trains sont complétés d'une sixième voiture à partir de septembre 1963.
556 voitures au total sont construites, soit 188 motrices avec loge (M 3037 à 3234), 188 motrices sans loge (N 4019 à 4206), 90 remorques de première classe (A 6001 à 6090) et 90 remorques mixtes (AB 5518 à 5607) formant 94 rames.
Le parc est complété en 1974 par la livraison d'une nouvelle série de huit rames destinées à renforcer les lignes 1 et 4. Le matériel comprend 16 motrices avec loge (M 3225 à 3240), 16 motrices sans loge (N 4207 à 4222), 10 remorques de première classe (A 6091 à 6100) et 9 remorques mixtes (AB 5608 à 5616).
Il existe cependant quatre sous-séries de MP 59, :
- MP 59 A : M.3037 à M.3128, N.4019 à N.4110, A.6001 à A.6046, AB.5518 à AB.5563 ;
- MP 59 B : M.3129 à M.3158, N.4111 à N.4140, A.6047 à A.6059, AB.5564 à AB.5576 ;
- MP 59 C : M.3159 à M.3224, N.4141 à N.4206, A.6060 à A.6090, AB.5577 à AB.5607 ;
- MP 59 D : M.3225 à M.3240, N.4207 à N.4222, A.6091 à A.6100, AB.5608 à AB.5616.

En 2013, tous les MP 59 A et D sont réformés. Les MP 59 B et C circulent en composition dépareillée sur la ligne 11. Il existe une autre sous-série appelée MP 59 DK, correspondant à la rame 096, qui est équipée d'un système Késar (d'où le nom DK) de récupération de courant, une nouveauté pour l'époque et qui a préfiguré l'électronique de puissance des MF 77 et MP 89. La rame circule jusqu'en 1979 sur la ligne 4 puis sur la ligne 1 jusqu'en 1985, année au cours de laquelle elle est remise au type MP 59 D.
À partir de décembre 1980, les voitures mixtes AB des lignes 1 et 4 sont peu à peu transformées en voitures de deuxième classe en supprimant la cloison médiane. La mesure est prise afin de prévenir les agressions ou dégradations croissantes favorisées par un compartiment isolé de surface restreinte. Durant les années 1980, une rame a est transformée temporairement en Métro-Vidéo. Les rames de la série sont retirées à partir de 1997 de la ligne 1 qui voit arriver le nouveau matériel MP 89. Elles remplacent sur la ligne 11 les rames de type MP 55 qui sont progressivement radiées et sur la ligne 4 les MP 59 qui équipaient la ligne : les anciennes rames de la ligne 4 et les rames supplémentaires commandées en 1974 sont réformées.
Les rames MP 59 de la ligne 4 sont toutes réformées, la dernière le 21 décembre 2012, avec l'arrivée du MP 05 qui équipe la ligne 1, les MP 89 CC de la ligne 1 (nouvellement automatisée) passant alors sur la ligne 4.
Seule la ligne 11 conserve depuis cette date des MP 59.

### Rénovation
À partir de fin de l'année 1989, les rames de type MP 59 de la ligne 1 subissent une profonde rénovation, comme le veut la politique de la RATP concernant le matériel arrivé à mi-vie, en vue de prolonger sa longévité. La rénovation est aussi décidée dans le cadre du prolongement à La Défense qui aura lieu deux ans plus tard, le 1er avril 1992. Les modifications sont entreprises pour permettre la circulation en extérieur, pour traverser notamment la Seine entre Pont de Neuilly et Esplanade de la Défense, avec l'amélioration de la ventilation et la pose d'un essuie-glace sur la face avant des motrices de tête.
La rénovation des 52 rames MP 59 de la ligne 1 est effectuée conjointement par les ateliers de la RATP à Fontenay (7 trains), les ateliers de Cannes La Bocca Industries (22 trains) et les Ateliers de Constructions du Centre (ACC) de Clermont-Ferrand (23 trains). La motrice M. 3125 sert de prototype à la rénovation en 1989. Les deux premières rames rénovées, dont la rame 6022, sont remises en service le 7 mars 1990. Le programme de rénovation se termine en septembre 1992.

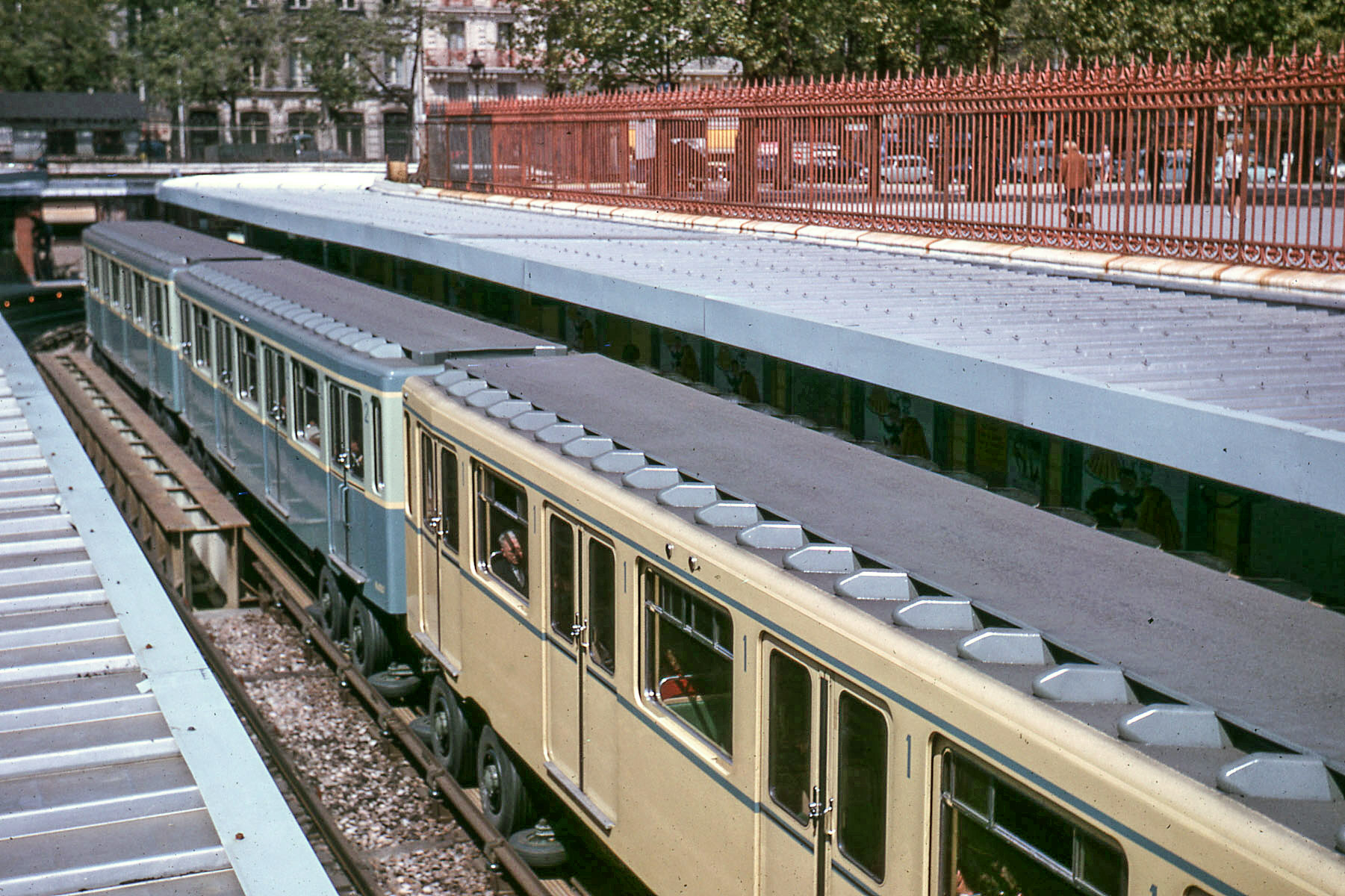
Une rame MP 59 dans sa livrée d'origine (secondes classes bleues, première classe crème) à la station Bastille en 1964.

Les rames perdent alors leur livrée bleue d'origine pour une livrée unique sur le matériel roulant, blanche avec les portes bleu marine, rappelant beaucoup la première livrée du MF 77. La face avant, redessinée au niveau du pavillon où se trouve l'affichage du numéro de service, devient plate, lisse et noire, de manière similaire à celle des MF 67 et des MP 73 lorsqu'ils seront rénovés à leur tour. Les remorques AB, ex-classe mixte, sont devenues simplement des remorques B à l'occasion de la rénovation. L'intérieur est revu : les sièges en cuir sont remplacés par des sièges anti lacération de type MS 61/MI 84, la couleur des parois intérieures passe du jaune d'origine au blanc, les porte-bagages sont retirés et les plans de lignes au-dessus des portes sont remplacés en prévision du prolongement à la Défense. L'éclairage fluorescent est aussi amélioré, l'ancien étant jugé trop faible par rapport à celui des matériels plus modernes. La livrée est cependant éphémère car jugée trop salissante et surtout propice au vandalisme par graffitis ; les rames reçoivent la livrée correspondant à la nouvelle charte graphique de la RATP (vert jade et blanche) à partir de la fin de l'année 1992.

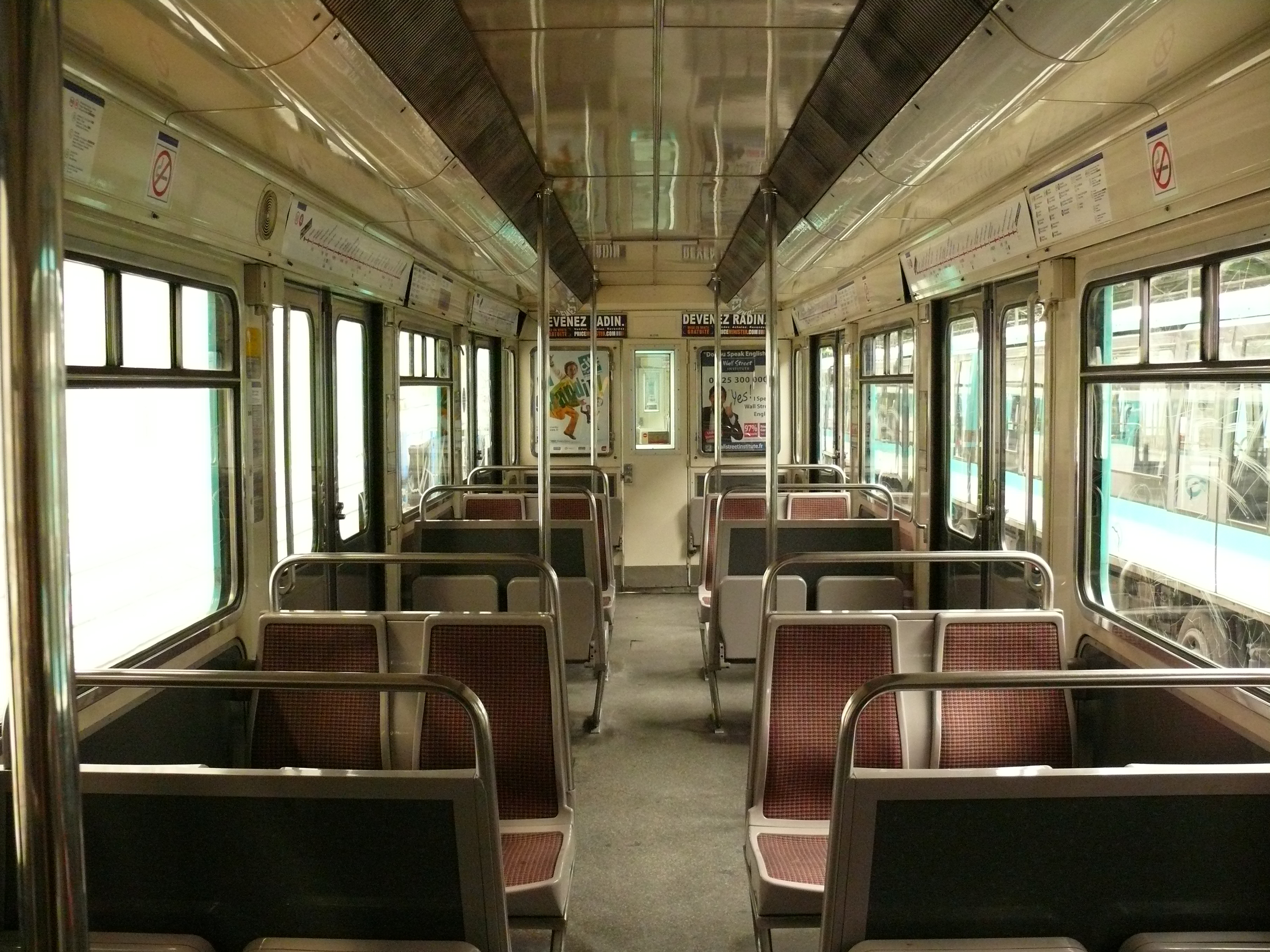
Intérieur d'une rame modernisée au début des années 1990.

Au départ, la rénovation ne devait concerner que les rames de la ligne 1. Elle est toutefois étendue à une partie de celles de la ligne 4, destinées à remplacer les derniers MP 55 de la ligne 11, qui ont alors plus de quarante ans et sont arrivés en fin de vie. 84 voitures de type MP 59 B et C appartenant à la ligne 4, permettant de former 21 rames à 4 voitures en composition M-N-A-M, sont rénovées en 1994 et 1995 de la même façon que celles de la ligne 1, seule la couleur du sol étant différente. 39 voitures sont rénovées par Cannes La Bocca Industries et 44 par ACC : celles-ci ont été transférées par route depuis et vers l'atelier de Saint-Ouen. Les deux premiers trains sont remis en service sur la ligne 4 en décembre 1994 et la rénovation s'achève en mai 1995. À leur retour en service, ces voitures sont attelées à des remorques B et des motrices N non rénovées mais mises à la livrée vert jade de la RATP. Lorsque les rames commencent à être transférées à partir de mai 1995 sur la ligne 11, aux quais plus courts, les voitures non rénovées, devenues excédentaires, sont réformées.
L'arrivée en 1997 du MP 89 sur la ligne 1 provoque le transfert de 49 rames MP 59 rénovées sur la ligne 4 et de 3 autres (6059, 6071 et 6082) sur la ligne 11, après le passage à 4 caisses. Les rames restantes, non rénovées, devenues excédentaires, en mauvais état, sont réformées et la dernière rame de type MP 59 non rénovée en circulation disparaît en juillet 2000, les rames étant radiées en septembre suivant. Elles reçoivent à partir de 1995 la livrée vert jade et blanche avec une face avant noire proche de celle des rames rénovées, mais en gardant leur forme d'origine, notamment en partie haute, au niveau de la girouette à numéros.

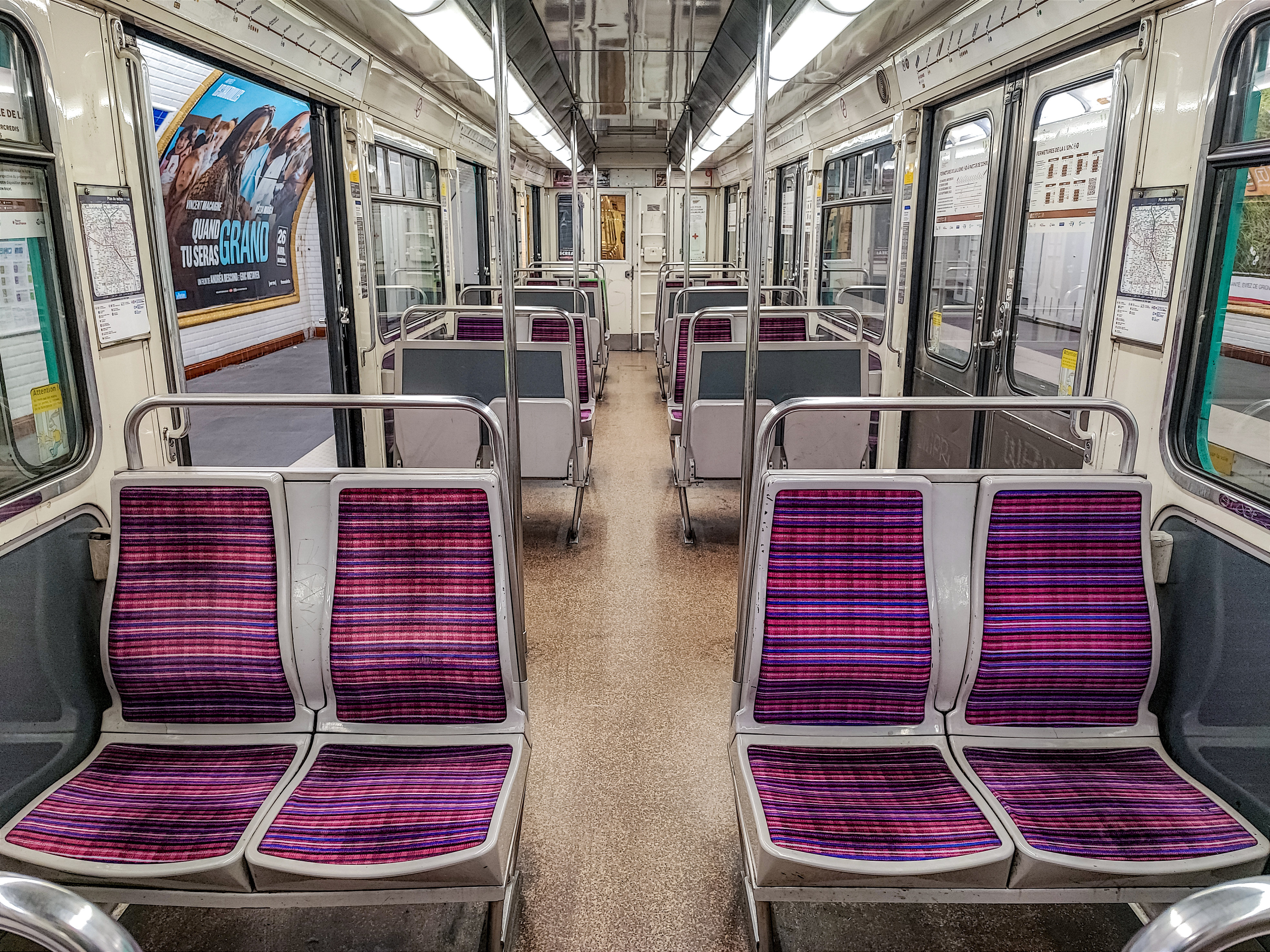
Intérieur d'une rame modernisée vers 2009/2010.

Sur la ligne 1, le dernier MP 59 (rame 6006) circule le 24 juin 2000, avant de rejoindre la ligne 4. En parallèle, une partie des voitures excédentaires de la ligne 1 sont transférées sur la ligne 11 pour servir comme voitures de réserve et pour les pièces détachées. Une légère rénovation est réalisée de 2009 à 2010 sur les rames de la ligne 11. Elle comprend le remplacement des vitres vandalisées et du revêtement anti lacération vieillissant des sièges. Le nouveau revêtement, à bandes violettes, est identique à celui utilisé sur les sièges des MF 77 rénovés de la ligne 13, après la réforme du MP59, certains ont été transférés sur le  MF 88.

## Métro-Vidéo

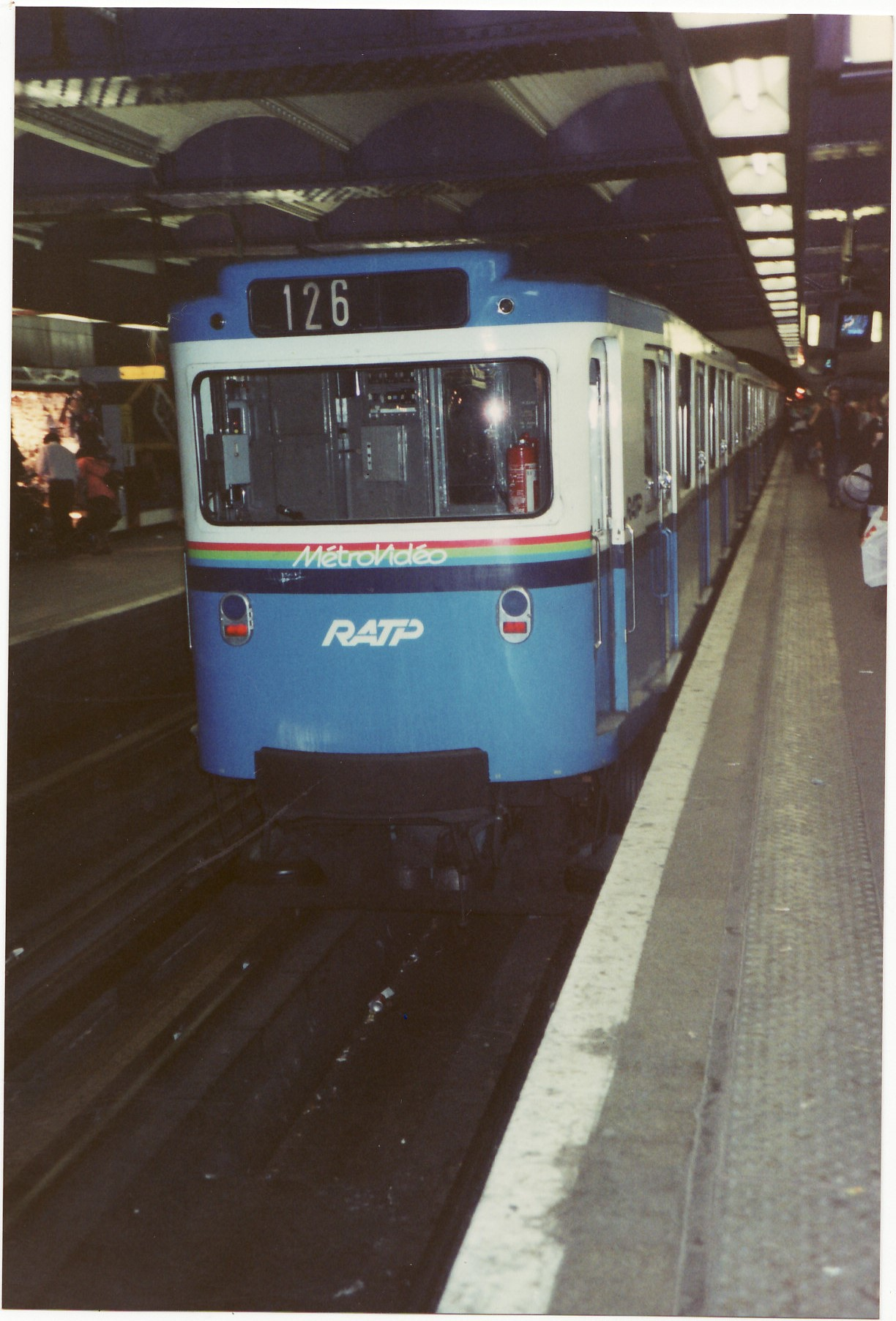
La rame Métro-Vidéo en 1989.

Le Métro-Vidéo est l'ancienne rame MP 59 n° 6005 de la ligne 1 transformée en 1986 dans le cadre de l'expérimentation « Télévision dans le métro » (TUBE) de la RATP, chargée de tester la diffusion de publicité et d'informations par le biais d'écrans cathodiques, aussi bien à quai que dans les rames.
Une première étape prévoit un développement dans les stations, où les écrans apparaissent rapidement sur les quais ainsi qu'aux principaux points de passage. Mais en seconde étape, une expérimentation à bord des rames est également menée. Des écrans cathodiques sont ainsi accrochés à l'extrémité de chaque voiture, et la rame est équipée d'une livrée spéciale avec un bandeau horizontal tricolore rouge-vert-bleu évoquant les trois couleurs primaires des écrans cathodiques, située à mi-hauteur entre le bleu nuit du bas de caisse et le blanc du haut de caisse.
Mais le flop est retentissant, les recettes publicitaires insuffisantes imposant d'interrompre prématurément le déploiement début 1988, peu après la diffusion des Jeux olympiques d'hiver de Calgary. Les écrans sont éteints puis démontés, et finalement la rame est rebanalisée lors de sa rénovation en 1991.

## Parc
Des éléments provenant de rames MP 73 ont été mêlés à des éléments de MP 59. Ainsi, deux trains hybrides (001 et 7002) ont circulé sur la ligne 4 pendant quelques années, composés de trois remorques B, dont deux (B.7002 et B.7004) provenaient de rames affectées à la ligne 11 :
- M.3231-N.4213-A.6001-B.7004-N.4214-M.3232 ;
- M.3191-N.4173-B.7002-B.7047-N.4174-M.3192.

Ces deux trains n'existent plus depuis la réforme des éléments MP 59, les trois remorques MP 73 ayant été rétrocédées à leurs rames respectives. Ces remorques B.7002 et B.7004 sont aujourd'hui également radiées.
À l'origine, ces voitures M et N étaient en réserve et destinées à être utilisées sur d'autres rames en cas d'indisponibilité ou de panne. En 1976 il a cependant été décidé de les utiliser pour constituer deux trains complets pour augmenter les capacités de la ligne 4 qui a connu une forte fréquentation. Quatre voitures restées en réserve (M.3073, M.3137, N.4069 et N.4077) ont continué à être utilisées pour le dépannage, la M.3137 a par la suite été transférée au dépôt de Fontenay afin d'être utilisée pour les mouvements de matériel roulant comme les entrées et sorties des ateliers, elle n'a ainsi pas été incluse dans le programme de rénovation des rames de la ligne 1.
Les trois restantes qui restaient excédentaires ont par la suite été réformées en 1977 (N.4077), 1982 (N.4069) et 1986 (M.3073) après prélèvement de certaines pièces détachées.
La réforme des trains rénovés a débuté en mai 2011 avec le retrait de la 049 sur la ligne 4.
Depuis le 21 décembre 2012, tous les MP 59 de la ligne 4 ont été réformés. La dernière rame ayant circulé sur la ligne est la 021. La ligne 11 est la dernière ligne à être équipée de ce matériel, jusqu'à l'arrivée des MP 14, entraînant alors la disparition de ce matériel du service commercial de la RATP.
La B.5545 est devenue A.5545 pour remplacer la A.6074. L’engin 5545 est aujourd’hui réformé.

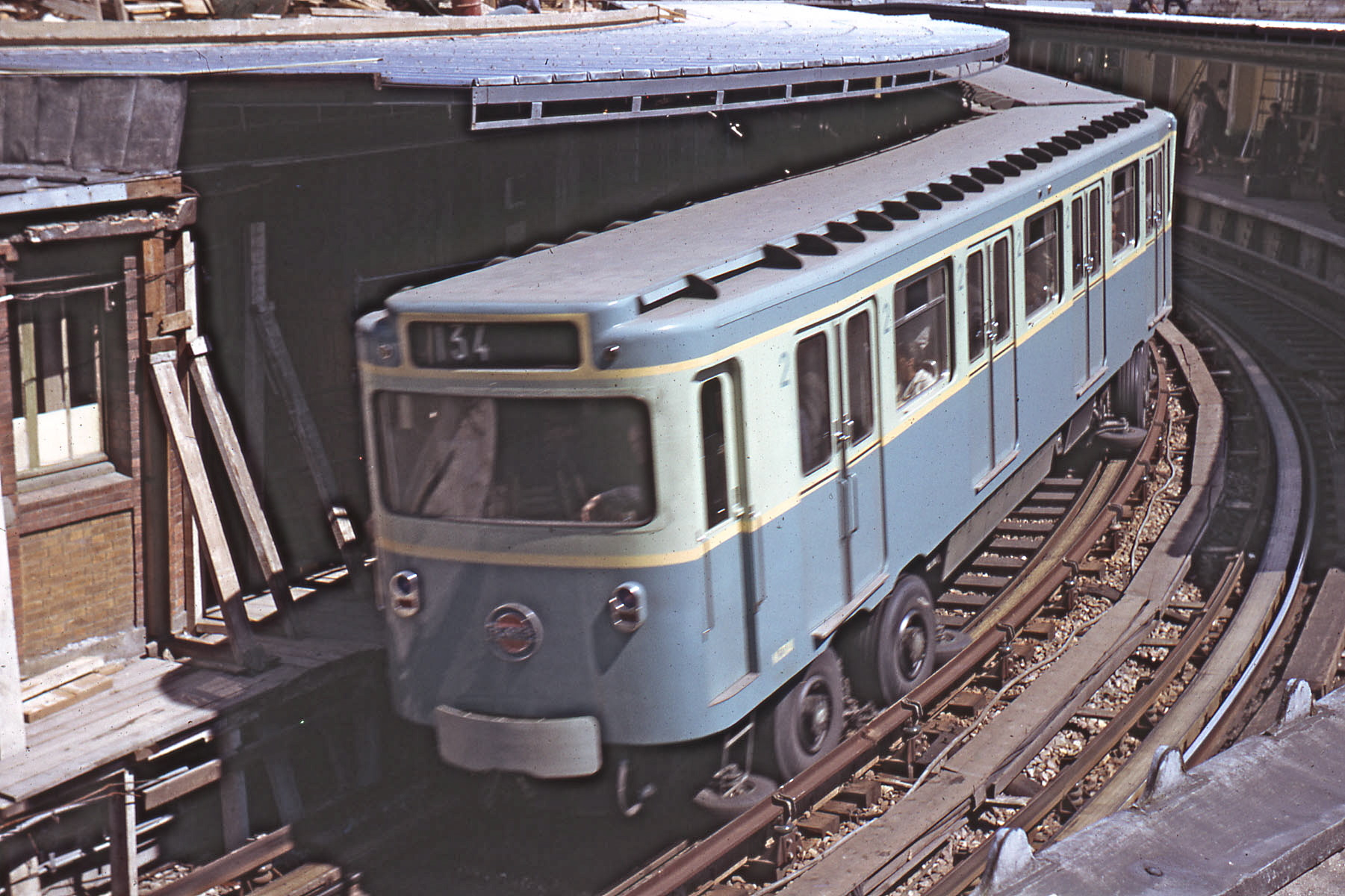
MP 59 avec livrée et design d'origine des extrémités.
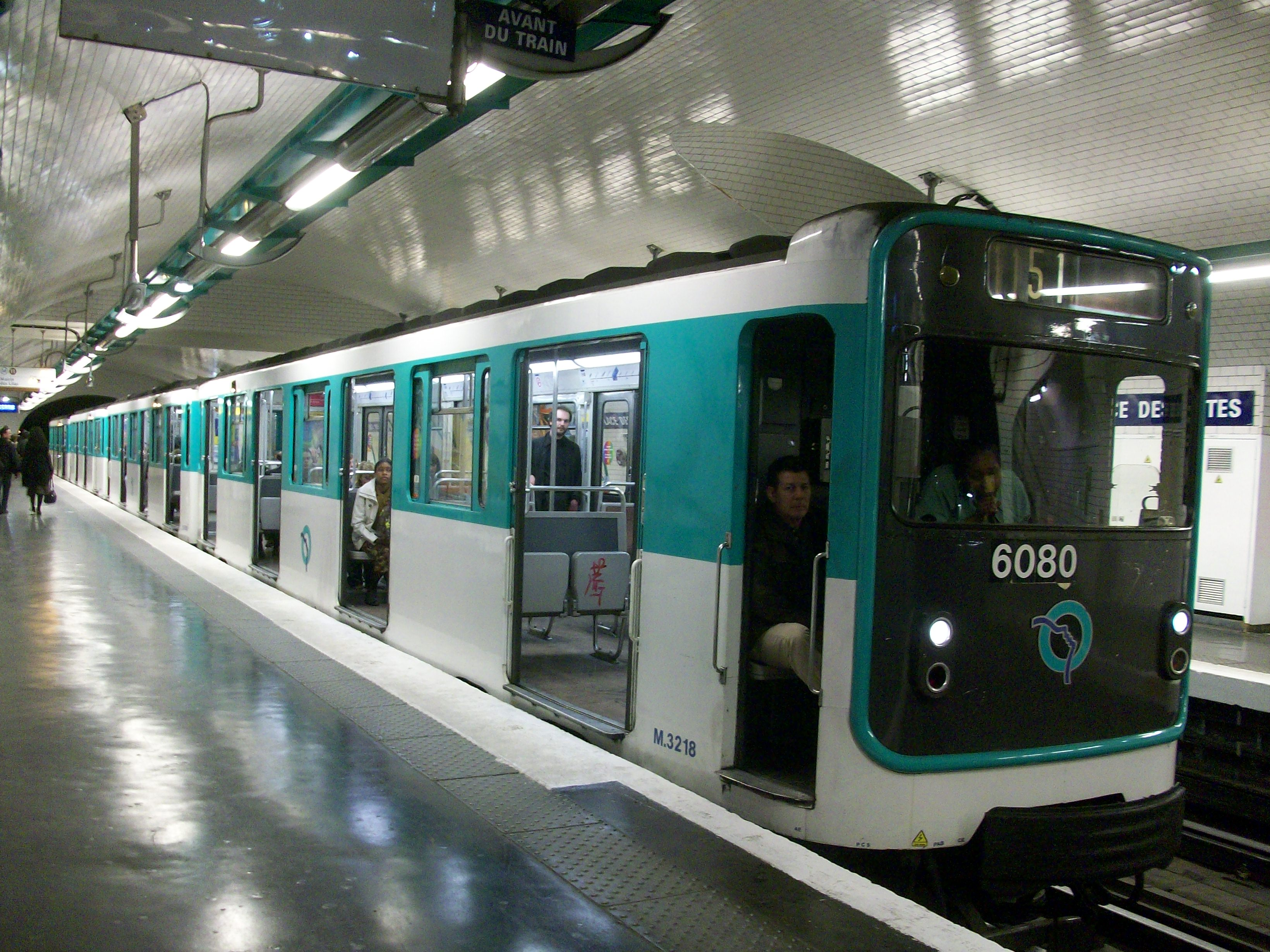
MP 59 rénovée.

## Retrait
En 1997, lors de la mise en service du MP 89 sur la ligne 1, une première série de réformes de 28 rames est entreprise en parallèle avec celles des derniers MP 55, uniquement les rames non rénovées. Il s'agit des rames 6048, 6051 à 6058, 6060 à 6066, 6091 à 6100 ainsi que les rames hybrides 6001 et 7002. Ce sont les rames les plus jeunes qui sont réformées en premier : cela est dû au fait que les MP 59 des première et deuxième séries sont jugés plus performants, provoquant donc la radiation prématurée des rames de troisième série. De plus, les dix rames de type MP 59 D ont toutes été réformées car, bien que leur partie mécanique et électrique se rapproche plus de celle des MP 73, plus modernes, que des MP 59 B et C, il est jugé nécessaire de conserver un parc uniformisé pour la ligne 11, notamment pour les pièces de rechange. La rame 074, victime d'une panne trop importante, est également réformée : la A.6074 est remplacée par la B.5545, ce qui explique cette numérotation spécifique.
La rame 046 est par la suite supprimée à la suite de l'incendie survenu à la station Simplon le 6 août 2005. Seules ses voitures incendiées (N.4086 et M.3110) ont été réformées, mais c'est en fait toute la rame qui disparaît, car ses deux autres voitures utilisables (M.3213 et N.4103) ont été placées sur la rame 033, dont les voitures N.4111 et M.3121 ont également été détruites dans l'incendie. La rame 044 est transférée aux ateliers de Sucy-en-Brie durant l'été de 2007 ; elle n'est plus en service voyageurs et est considérée comme réformée. Sur la ligne 4, la réforme du matériel débute le 23 mai 2011 pour s'achever le 21 décembre 2012. Certaines rames avoisinant alors les cinquante ans d'utilisation et les trois millions de kilomètres parcourus, il est alors nécessaire de les remplacer. La fréquentation élevée de la ligne justifiait en outre un matériel de plus grande capacité. Les 52 rames de type MP 89 libérées progressivement de la ligne 1, nouvellement équipée en MP 05, migrent vers la ligne 4 et permettent ainsi de réformer ses 47 rames MP 59 en un an et demi, à raison de 2 trains par mois. L'excédent de cinq trains permet l'exploitation du prolongement à Mairie de Montrouge, ouvert en mars 2013.
Sur la ligne 11, le mois de juin 2023 devait marquer le retrait des 20 dernières rames encore en service, à raison de cinq rames remplacées par des MP 14 par semaine. En mai 2023, il a été décidé que quatre rames (et non pas cinq) seraient remplacées à partir du 1er juin 2023 et ce chaque semaine.
Toutefois, des retards de livraison du matériel ont retardé ce processus, et six rames MP 59 restèrent en service début 2024. Leur retrait définitif est annoncé pour le 23 mai 2024, mais quelques rames ont continué de circuler après cette date, notamment pour assurer des marches à blanc avant la mise en service du prolongement vers Rosny[source insuffisante].
Les MP 59 ont finalement cessé de circuler le 12 juin 2024 au soir, à la veille du prolongement de la ligne 11 à Rosny-Bois-Perrier.                                 
Le matériel est définitivement radié le 27 juin 2024, date à laquelle la rame 6080, dernière encore présente dans les effectifs, est partie des ateliers de maintenance pour le ferraillage.

## Caractéristiques
Le MP 59 constitue une simple évolution du MP 55, avec cependant plusieurs améliorations. Il est équipé de moteurs plus puissants (140 ch au lieu de 90) montés horizontalement sur le bogie et dont la vitesse de rotation atteint 3 550 tours par minute à 70 km/h ; l'esthétique est modernisée avec une loge de conduite dotée d'un vaste pare-brise apportant une meilleure visibilité frontale. Le circuit de commande est du type JH à arbres à cames entraîné par servo-moteur à haute tension. Il détermine vingt-six crans de marche.
Le manipulateur de traction possède de part et d'autre du point neutre cinq crans de marche (manœuvre, série, série champ réduit, série parallèle, série parallèle champ réduit), dix crans de freinage normal et un cran de freinage d'urgence.
La conduite générale de frein est supprimée, remplacée par une commande de frein de service et d'urgence par électrovalve modérable inverse. Rapidement, le matériel est équipé d'un système de sonorisation permettant au conducteur de diffuser des informations aux voyageurs.
- Longueur d'un train : 90,390 m ;
- Largeur hors tout : 2,400 m ;
- Hauteur d’une voiture au-dessus du plan de roulement : 3,485 m ;
- Hauteur de plancher au-dessus du plan de roulement : 1,180 m ;
- Masse à vide en ordre de marche : 126,4 tonnes ;
- Capacité d'un train en charge « confort » (quatre voyageurs par mètre carré) : 700 voyageurs dont 144 places assises ;
- Strapontins disponibles en heures creuses : 146 ;
- Vitesse maximale : 70 km/h ;
- Puissance maximale : 1760 kW ;
- Accélération moyenne de 1,3 m/s2 de 0 à 30 km/h (avec quatre voyageurs par mètre carré) ;
- Freinage maximum normal en régime établi : 2 m/s2.

## Conservation
Une motrice construite en 1967 et provenant d'une rame de la ligne 11, la M.3204, est conservée à des fins historiques depuis septembre 2023 dans la réserve de la RATP à Villeneuve-Saint-Georges. Elle a été repeinte dans la livrée bleu et blanc appliquée sur la ligne 1 au début des années 1990.

## Matériels dérivés

### MP 73
Le MP 73, mis en service en 1974 pour la ligne 6, constitue l'ultime évolution des matériels sur pneumatiques de première génération livrés pour le métro de Paris. Il reprend les grands principes techniques déjà présents sur le MP 55 et le MP 59 mais avec une motorisation améliorée. La forme des caisses est quant à elle différente puisqu'elle est calquée sur celles du MF 67.

### MR-63 et MR-73
Le métro de Montréal utilise deux matériels roulants dérivant du MP 59 : le MR-63, construit pour l'ouverture du métro en 1966 par Canadian Vickers, et le MR-73, mis en service en 1976 et construit par Bombardier Transport qui possède une esthétique légèrement différente et des innovations techniques.
Les rames MR-63 ont été rénovées en 1983 et remplacées entre 2015 et 2018 par les MPM-10 construites conjointement par Bombardier Transport et Alstom.

### MP-68
Le métro de Mexico utilise également un matériel dérivé, le MP-68.